# 에이미 조 존슨
에이미 조 존슨(Amy Jo Johnson, 1970년 10월 6일 ~ )은 미국의 배우 및 가수이다.

## 영상 목록
- 타미스 올웨이즈 다잉 (2019)
- 더 스페이스 비트윈 (2017) 아멜리아 역
- 라인스 (2014)
- 벤트 (2013)
- 커밍 홈 포 크리스마스 (2013) 웬디 오 브라이언 역
- 타이거 아이즈 (2012) 그웬 웩슬러 역
- 플래쉬 포인트 5 (2012) 쥴 캘러한 역
- 썸머 송 (2011) 제니 역
- 세계 침몰 (2006) 셰럴 역
- 왓 어바웃 브라이언 (2006) 캐런 역
- 인 메모리 오브 마이 파더 (2005)
- 인페스티드 (2002, Infested) 제시 역
- 인터스테이트 (2002) 라우라 역
- 콜드 하트 (1999) 앨리시아 역
- 스위트워터 (1999) 낸시 네빈즈 역
- 위드아웃 리밋 (1998)
- 퍼펙트 바디 (1997) 앤디 브레들리 역
- 킬링 미스터 그리핀 (1997) 수잔 맥코넬 역

### 텔레비전
- 마이티 모핀 파워레인저 (1993-95) - 킴벌리 하트 역
- 펠리시티 (1998-2000, 2002) 쥴리 엠릭 역
- 플래시포인트 (2008-12) 쥴 캘러한 역

## 음반 목록

### 정규 앨범
- The Trans-American Treatment (2001)
- Imperfect (2005)
- Never Broken (2013)